# جون كير (مغني)
جون كير (بالإنجليزية: John Kerr)‏ هو مغني أيرلندي، ولد في 1925، وتوفي في 2006.

## وصلات خارجية
- جون كير على موقع ميوزك برينز (الإنجليزية)
- جون كير على موقع ميوزك برينز (الإنجليزية)
- جون كير على موقع ديسكوغز (الإنجليزية)